# Ophelia (Millais)
Ofélia (em inglês Ophelia) é uma pintura do artista britânico Sir John Everett Millais, concluída em 1851 e 1852, que faz parte da coleção da Tate Britain em Londres. Retrata Ophelia, uma personagem da peça de William Shakespeare, Hamlet, cantando antes de se afogar em um rio na Dinamarca.
O trabalho encontrou uma resposta mista quando exibido pela primeira vez na Royal Academy, mas desde então passou a ser admirado como uma das obras mais importantes de meados do século XIX por sua beleza, sua representação precisa de uma paisagem natural e sua influência sobre artistas de John William Waterhouse e Salvador Dalí a Peter Blake e Ed Ruscha.

## Tema e elementos
A pintura mostra Ofélia cantando enquanto flutua em um rio antes de se afogar. A cena é descrita no Ato IV, Cena VII de Hamlet, em um discurso da rainha Gertrude.

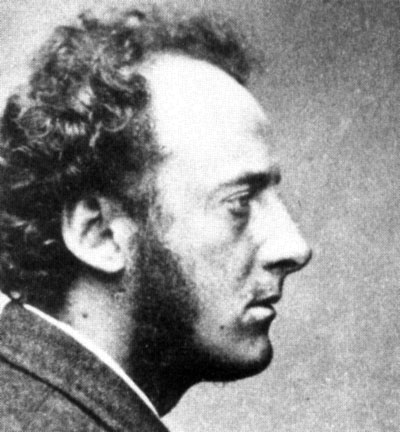
John Everett Millais em 1865, por Charles Dodgson (Lewis Carroll)

O episódio descrito geralmente não é visto no palco, pois no texto de Shakespeare, existe apenas na descrição de Gertrude. Fora de sua mente com pesar, Ofélia tem feito guirlandas de flores silvestres. Ela sobe em um salgueiro pendendo sobre um riacho para pendurar um pouco de seus galhos, e um galho quebra sob ela. Ela fica na água cantando canções, como se não soubesse de seu perigo ("incapaz de sua própria angústia"). Suas roupas, aprisionando o ar, permitiram que ela permanecesse temporariamente à tona ("Suas roupas se espalharam, / E, como uma sereia, por um tempo que a sustentaram".) "Mas eventualmente, as roupas dela, pesadas com a água, puxaram a pobre coitada de seu melodioso 'deitar' para a morte enlameada".
A morte de Ofélia foi elogiada como uma das cenas de morte mais poeticamente escritas na literatura.
A pose de Ofélia - seus braços abertos e seu olhar para cima - também se assemelha a retratos tradicionais de santos ou mártires, mas também tem sido interpretada como erótica.
A pintura é conhecida por representar a flora detalhada do rio e da margem do rio, enfatizando os padrões de crescimento e decadência em um ecossistema natural. Apesar de seu cenário dinamarquês nominal, a paisagem passou a ser vista como essencialmente inglesa. Ofélia foi pintada ao longo das margens do rio Hogsmill em Surrey, perto de Tolworth, na Grande Londres. Barbara Webb, moradora de Old Malden, nas proximidades, dedicou muito tempo para encontrar a localização exata da imagem e, de acordo com sua pesquisa, a cena está localizada em Six Acre Meadow, ao lado de Church Road, Old Malden.

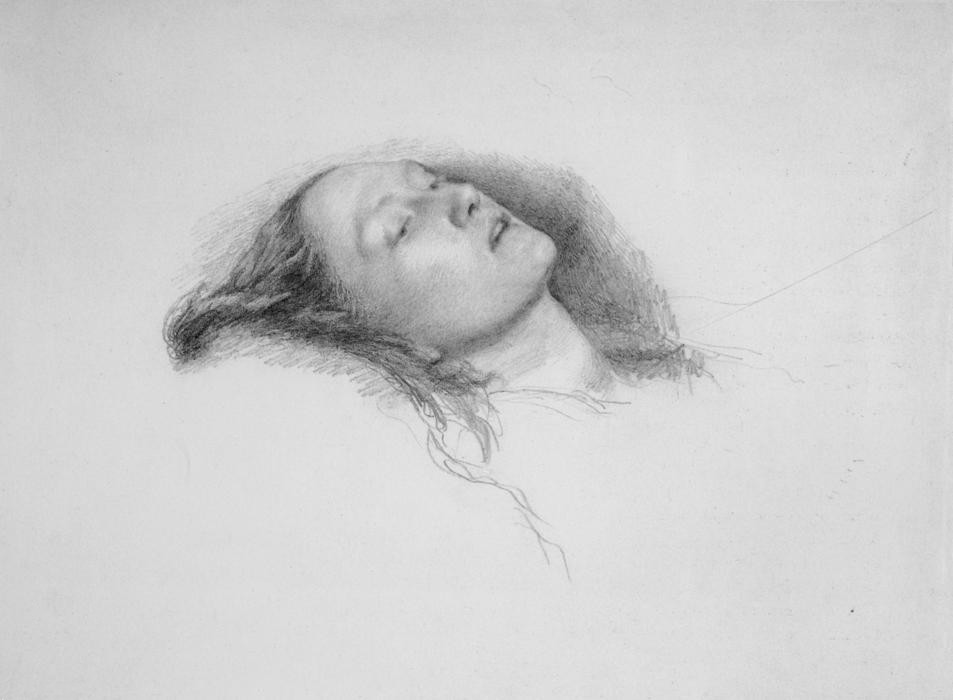
Estudo para a pintura, 1852

As flores mostradas flutuando no rio foram escolhidas para corresponder à descrição de Shakespeare da guirlanda de Ofélia. Eles também refletem o interesse vitoriano na "linguagem das flores", segundo a qual cada flor carrega um significado simbólico. A proeminente papoila vermelha - não mencionada na descrição da cena por Shakespeare - representa sono e morte.
Numa fase inicial da criação da pintura, Millais pintou uma ratazana de água - que um assistente havia pescado na Hogsmill - remando ao lado de Ofélia. Em dezembro de 1851, ele mostrou a pintura inacabada aos parentes de Holman Hunt. Ele registrou em seu diário: "O tio e a tia de Hunt vieram, os quais entenderam de maneira mais gratificante todos os objetos, exceto o meu rato d'água. A relação masculina, quando convidada a adivinhar, declarou que era uma lebre. Percebendo pelos nossos sorrisos que ele cometera um erro, um coelho era então arriscado. Depois disso, tenho uma leve lembrança de um cachorro ou gato sendo mencionado." Millais pintou a ratazana de água a partir da figura final, embora ainda exista um esboço aproximado dela no canto superior da tela, oculto por sua moldura.
De acordo com os princípios da Irmandade Pré-rafaelita, da qual ele era membro, Millais usava cores vivas, dava muita atenção aos detalhes e verdade fiel à natureza. Esta versão de Ofélia é o epítome do estilo pré-rafaelita; primeiro, por causa do assunto, representando uma mulher que viveu uma vida aguardando felicidade, apenas para encontrar seu destino à beira da morte: a mulher vulnerável é um assunto popular entre os artistas pré-rafaelitas. Além disso, Millais utiliza cores vivas e intensas na paisagem para fazer a Ofélia pálida contrastar com a natureza por trás dela. Tudo isso é evidente na vívida atenção aos detalhes nos arbustos e nas árvores ao redor dela, no contorno do rosto e no intrincado trabalho que Millais fez em seu vestido.

## Processo de pintura

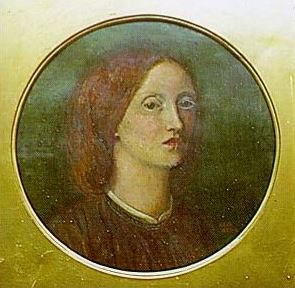
Um auto-retrato de 1854 de Elizabeth Siddal, que atuou como modelo de Millais para Ophelia.

Millais produziu Ofélia em dois estágios distintos: primeiro pintou a paisagem e depois a figura de Ofélia. Tendo encontrado um cenário adequado para a foto, Millais permaneceu às margens do rio Hogsmill em Ewell - a poucos passos de onde o colega pré-rafaelita William Holman Hunt pintou A luz do mundo - por até 11 horas por dia, seis dias por semana, durante um período de cinco meses em 1851.
Isso lhe permitiu representar com precisão a cena natural à sua frente. Millais encontrou várias dificuldades durante o processo de pintura. Ele escreveu em uma carta a um amigo: "As moscas de Surrey são mais musculosas e têm uma propensão ainda maior para investigar a carne humana. Sou ameaçado com um aviso para comparecer perante um magistrado por invadir um campo e destruir o feno...e também estou correndo o risco de ser soprado pelo vento na água. Certamente, a pintura de uma imagem nessas circunstâncias seria uma punição maior para um assassino do que enforcar." Em novembro de 1851, o tempo ficou ventoso e nevado. Millais supervisionou a construção de uma cabana "feita de quatro obstáculos, como uma guarita, coberta de palha do lado de fora". Segundo Millais, sentar-se dentro da cabana o fazia se sentir como Robinson Crusoé. William Holman Hunt ficou tão impressionado com a cabana que construiu uma idêntica para si.
Ofélia foi modelada pela artista e musa Elizabeth Siddal, então com 19 anos. Millais deixou Siddal completamente vestida em uma banheira cheia em seu estúdio na 7 Gower Street, em Londres. Como já era inverno, ele colocou lâmpadas de óleo embaixo da banheira para aquecer a água, mas estava tão concentrado em seu trabalho que permitiu que elas saíssem do local original. Como resultado, Siddal pegou um forte resfriado e seu pai mais tarde enviou uma carta a Millais exigindo £ 50 por despesas médicas. Segundo o filho de Millais, ele acabou aceitando uma quantia mais baixa.

## Recepção
Quando Ofélia foi exibida pela primeira vez publicamente na Royal Academy, em Londres, em 1852, não foi universalmente aclamada. Um crítico do The Times escreveu que "deve haver algo estranhamente perverso em uma imaginação que acomoda Ofélia em uma vala de ervas daninhas e rouba a luta afogante daquela donzela apaixonada de todo o pathos e beleza" enquanto mais uma revisão no mesmo jornal disse que "Ofélia do Sr. Millais em sua piscina ... nos faz pensar em uma criada de leite brincando". Até o grande crítico de arte John Ruskin, um ávido defensor de Millais, apesar de achar a técnica da pintura "requintada", expressou dúvidas sobre a decisão de colocá-la em uma paisagem de Surrey e perguntou: "Por que o mal você não deve pintar a natureza pura?", e não aquele paraíso de malandragem-jardim-de-babá-empregada?
No século XX, Salvador Dalí escreveu brilhantemente em um artigo publicado em uma edição de 1936 da revista surrealista francesa Minotaure sobre o movimento artístico que inspirou a pintura. "Como Salvador Dalí poderia deixar de se deslumbrar com o flagrante surrealismo do pré-rafaelitismo inglês. Os pintores pré-rafaelitas nos traz mulheres radiantes que são, ao mesmo tempo, as mais desejáveis e mais assustadoras que existem." Mais tarde, ele voltou a interpretar a pintura de Millais em uma obra de 1973 intitulada Ophelia's Death.
Em 1906, o romancista japonês Natsume Sōseki chamou a pintura de "uma coisa de considerável beleza" em um de seus romances; desde então, a pintura tem sido muito popular no Japão. Foi exibido em Tóquio em 1998 e viajou para lá novamente em 2008.

## Influência
A pintura tem sido amplamente referida e replicda em arte, filme. e fotografia, notadamente no Hamlet de Laurence Olivier, onde formou a base do retrato da morte de Ofélia. Uma cena de A Última Casa à Esquerda, de Wes Craven, foi modelada na pintura, enquanto o vídeo da música de Nick Cave "Where the Wild Roses Grow" mostra Kylie Minogue imitando a pose da imagem. A obra de arte também é referenciada em Fire With Fire, um filme de 1986 no qual uma estudante está replicando a imagem central à medida que os protagonistas se encontram. As imagens da pintura são evocadas no prólogo da Melancolia de Lars von Trier, onde a personagem de Kirsten Dunst, Justine, flutua em um fluxo lento.

## Proveniência e avaliação
Ofélia foi comprada de Millais em 10 de dezembro de 1851 pelo negociante de arte Henry Farrer por 300 guinéus. Farrer vendeu a pintura para BG Windus, um colecionador ávido de arte pré-rafaelita, que a vendeu em 1862 por 748 guinéus. A pintura está na Tate Britain, em Londres, e é avaliada por especialistas no valor de pelo menos 30 milhões de libras.